# Пятигорская епархия
Пятиго́рская епа́рхия (карач.-балк. Бештауну епархиясы, кабард.-черк. Псыхуабэ епархием) — епархия Русской православной церкви, объединяющая приходы и монастыри в пределах Минераловодского, Предгорного и Кировского районов Ставропольского края, а также республик Кабардино-Балкарии и Карачаево-Черкесии.
Кафедральные соборы — Спасский собор в Пятигорске и Никольский собор в Черкесске.

## История
22 сентября 1910 года было создано Пятигорское викариатство Владикавказской епархии. Затем существовало как викариатство Ставропольской епархии. 27 ноября 1925 года Пятигорское викариатство было упразднено.
В 1926 или 1927 году учреждена как самостоятельная кафедра, будучи выделена из состава Ставропольской. Епархия пресеклась в конце 1930-х годов.
Вновь учреждена постановлением Священного синода от 22 марта 2011 года с включением в её состав приходов Минераловодского, Предгорного и Кировского районов Ставропольского края, а также республик Кабардино-Балкарии и Карачаево-Черкесии. Управляющим епархией назначен епископ Смоленский и Вяземский Феофилакт (Курьянов).
7 июня 2012 года в пределах Ставропольского края образована Ставропольская митрополия, включившая Георгиевскую и Ставропольскую епархии, а также благочиния Пятигорской епархии, расположенные на территории Ставропольского края.

## Названия
- Пятигорская (викарная)
- 1922—1936 — Пятигорская и Прикумская
- 1936—1937 — Пятигорская и Будённовская
- с 22 марта 2011 — Пятигорская и Черкесская

## Епископы
Пятигорское викариатство Владикавказской епархии
- 22 октября 1910 — 17 апреля 1912 — Арсений (Смоленец)
- 17 апреля 1912 — 14 февраля 1914 — Давид (Качахидзе)

Пятигорское викариатство Ставропольской епархии
- 26 ноября 1923 — 27 ноября 1925 — Иов (Рогожин)

Пятигорская епархия
- 27 июня — 27 октября 1927 — Фаддей (Успенский)
- 1927 — 31 декабря 1928 — Димитрий (Добросердов)
- 31 января 1929 — 15 декабря 1930 — Никифор (Ефимов)
- 13 декабря 1930 — май 1932 — Павел (Вильковский)
- 27 июня — 2 октября 1932 — Димитрий (Добросердов)
- 19 сентября — 28 октября 1932 — Иоасаф (Жевахов)
- 28 октября 1932 — 8 марта 1933 — Петр (Савельев)
- 8 марта 1933 — 14 февраля 1939 — Мефодий (Абрамкин)
- с 22 марта 2011 года — Феофилакт (Курьянов)

## Благочиния и благочинные
По состоянию на декабрь 2024 года:
- Ессентукское благочиние — протоиерей Стефан Фещенко
- Кисловодское благочиние — протоиерей Иоанн Знаменский
- Лермонтовское благочиние — протоиерей Константин Фаустов
- Минераловодское благочиние — протоиерей Иоанн Копач
- Новопавловское благочиние — иерей Александр Гордин
- Нальчикское благочиние — протоиерей Валентин Бобылев
- Пятигорское благочиние — протоиерей Олег Симанович
- Северное Карачаево-Черкесское благочиние — протоиерей Александр Нартов
- Южное Карачаево-Черкесское благочиние — протоиерей Евгений Субтельный

## Храмы и приходы

### Пятигорское благочиние
Храмы:
Пятигорск
- Церковь Христа Спасителя, Исцеляющего расслабленного при Овчей купели (Спасский Собор)
- Храм Архангела Михаила (Михайловский храм)
- Храм Лазаря Четверодневного (Лазаревская кладбищенская церковь)
- Церковь святителя Николая Чудотворца

4/18 августа 1913 года в Новых Планах (ныне — Ново-Пятигорск) совершена закладка здания православной церкви во имя Святителя Николая Чудотворца (проект — городской арх., военный инженер, отставной генерал-майор В. П. Герасимов). Строительство Свято-Никольского храма закончено около 1915 года. В 1930-е годы церковь была закрыта и превращена в клуб.
- Церковь великомученика Георгия Победоносца на Краснослободском кладбище
- Церковь Смоленской иконы Божией Матери
- Церковь Преображения Господня в Энергетике
- Школьная церковь святого праведного Иоанна Кронштадтского
- Больничная церковь Святого Апостола и Евангелиста Луки
- Часовня в честь Преподобного Благоверного князя Олега Брянского
- Церковь Скорбящей Божьей Матери. Разрушена в 30-х годах XIX века, по другим данным в 1944 году.

Церковь построена по инициативе архимандрита Александро-Невской лавры Товия в 1828 году. Строительство было осуществлено «по настоятельной надобности, наскоро, без плана и на неприличном месте, постройка оной обошлась в 8 тысяч рублей ассигнациями на пожертвования посетителями вод и местными жителями». : Это была самая старинная, первая из построенных церквей в городе и первая постоянная церковь на Кавминводах. Возведена под руководством первых строителей города, известных архитекторов-итальянцев братьев Джузеппе и Джованни Бернардацци. В плане церковь представляла собой равносторонний крест, у которого задний рукав удлинен и там находилась колокольня. Центральная часть храма увенчана восьмигранным барабаном с оконными проемами по одному на каждой грани. Барабан был покрыт восьмигранным куполом, переходящим в луковицу, заканчивающуюся крестом. Храм имел входы с северной, западной и южной стороны, с выступающими вперед портиками, служившими подъездами, одновременно придававшими храму торжественность. Для отопления храма использовались кирпичные печи. Строительный лес рубили в Гришкиной балке (в горах за Кисловодском).
Церковная утварь, облачении для священнослужителей и иконы по приказу Главнокомандующего Кавказской Армией присылалась из Персии, из закрытой там православной церкви при русском посольстве. Они отличались богатой отделкой, иконы были в серебряных окладах. Настоятелем Скорбященской церкви был долгое время протоирей Павел Александровский. Маленькую деревянную церковь долго называли «Лермонтовской», хотя самого поэта, как погибшего на дуэли (самоубийцу), не имели права отпевать по церковным канонам. Его отпел тайно на дому поздно вечером настоятель церкви П. М. Александровский. В Скорбященской церкви долгие годы хранилась метрическая книга за 1841 год с записью, что «погребения поручика Лермонтова не было». Этот храм был не только первым в поселении Горячих Вод, но и единственным на протяжении полувека.
По информации некоторых краеведов в 1944 году здание Скорбященской церкви находилось в ведении Пятигорского отдела народного образования, зима выдалась очень холодной, в школах замерзали чернила, и было решено разобрать церковь на дрова.
В 1972 году на её месте был разбит сквер у Питьевой галереи.
- Часовня во имя святителя Василия Великого.

В 1896 году освящена домовая церковь, построенная в 1894 году при богадельне на углу улиц Богадельненской (ныне — улица Дзержинского) и Казарменной (ныне — улица Фрунзе).
Богадельня и церковь были построены на средства купца 1-й гильдии, потомственного почётного гражданина города, бывшего главы города Василия Семёновича Зипалова (1829—1895) и предназначались для призрения 30-ти неимущих престарелых мужчин и женщин из числа православных граждан купеческого и ремесленного сословия. После революции церковь стала приходской, служба продолжалась до 1929 года.
Ныне в отреставрированном здании — первый в России храм при военном санатории.
Горячеводский
- Церковь Успения Пресвятой Богородицы
- Часовня Новомучеников и Исповедников Российских
- Часовня иконы Божией Матери Всех Скорбящих Радость на Нальчинском кладбище
- Церковь всех святых в земле Российской Просиявших на Хорошовском кладбище

Свободы
- Церковь Покрова Пресвятой Богородицы. Открыта в 1903 году
- Церковь Трех Святителей
- Часовня Святого Страстотерпца Царевича Алексея

Константиновская
- Церковь Святителя Тихона Патриарха Московского и Всея Руси

Нижнеподкумский
- Церковь Великомученика Георгия Победоносца

### Лермонтовское благочиние
Храмы:
Лермонтов
- Церковь преподобного Сергия Радонежского

Новоблагодарное
- Церковь Покрова Пресвятой Богородицы

Острогорка
- Церковь великомученика Георгия Победоносца

Винсады
- Церковь Архангела Божия Михаила

Пятигорский
- Церковь преподобного Серафима Саровского

Садовое
- Церковь святителя Николая Чудотворца

Этока
- Церковь Покрова Пресвятой Богородицы

Юца
- Церковь Казанской иконы Божьей Матери

### Ессентукское благочиние
Храмы:
Ессентуки
- Церковь святителя Николая Чудотворца
- Церковь Великомученика и Целителя Пантелеимона
- Церковь Святой Троицы
- Церковь святых апостолов Петра и Павла в посёлке Кирпичном
- Церковь иконы Божией Матери Всех скорбящих Радость
- Церковь Иоанна Предтечи

Ессентукская
- Церковь Успения Божией Матери
- Церковь Великомученика и Победоносца Георгия при военкомате
- Церковь равноапостольных Константина и Елены

### Кисловодское благочиние
Храмы:
Кисловодск
- Собор святителя Николая Чудотворца
- Церковь Воздвижения Креста Господня
- Церковь Великомученика и Целителя Пантелеимона
- Церковь Покрова Пресвятой Богородицы в посёлке Зеленогорском

Бекешевская
- Церковь Рождества Пресвятой Богородицы

Боргустанская
- Церковь Великомученика и Победоносца Георгия

Горный
- Церковь иконы Божией Матери Споручница грешных

Нежинский
- Церковь иконы Божией Матери Живоносный Источник

Подкумок
- Церковь Святой Троицы

Санамер
- Церковь святых праведных Богоотец Иоакима и Анны

Суворовская
- Церковь святых мучениц Веры, Надежды, Любови и матери их Софии

Урожайный
- Церковь святых равноапостольных царя Константина и царицы Елены

Ясная Поляна
- Церковь Благовещения Пресвятой Богородицы

### Минераловодское благочиние
Храмы:
Минеральные Воды
- Церковь святителя Николая Чудотворца
- Собор Покрова Пресвятой Богородицы
- Церковь Благовещения Пресвятой Богородицы

Гражданское
- Церковь Успения Божией Матери

Греческое
- Церковь Великомученика и Победоносца Георгия

Железноводск
- Церковь Покрова Пресвятой Богородицы
- Церковь равноапостольной княгини Ольги

Змейка
- Церковь Иверской иконы Пресвятой Богородицы

Иноземцево
- Церковь Успения Божией Матери
- Церковь Усекновения главы Иоанна Предтечи

Левокумка
- Церковь всех святых в земле Российской просиявших

Ленинский
- Церковь Архангела Божия Михаила
- Церковь Всех святых

Марьины Колодцы
- Церковь иконы Божией Матери Умиление

Нагутское
- Церковь Покрова Пресвятой Богородицы

Орбельяновка
- Церковь Великомученика и Целителя Пантелеимона

Ульяновка
- Церковь Введения во храм Пресвятой Богородицы
- Церковь Великомученика и Победоносца Георгия

Побегайловка
- Церковь Архангела Божия Михаила

### Новопавловское благочиние
Храмы:
Новопавловск
- Церковь Владимирской иконы Божией Матери
- Храм святых Апостолов Петра и Павла

Зольская
- Церковь святителя Николая Чудотворца

Комсомолец
- Церковь преподобного Сергия Радонежского

Фазанный
- Церковь праведного Иоанна Кронштадтского

Марьинская
- Церковь Архангела Божия Михаила

Новосредненское
- Церковь Святого Духа

Орловка
- Церковь святителя Николая Чудотворца

Советская
- Церковь Архангела Божия Михаила

Старопавловская
- Церковь святителя Николая Чудотворца

### Нальчикское благочиние
Храмы:
Нальчик
- Собор преподобного Симеона Столпника.
- Собор равноапостольной Марии Магдалины

Александровская
- Церковь благоверного великого князя Александра Невского.

Баксан
- Церковь Покрова Пресвятой Богородицы.

Благовещенка
- Церковь Рождества Христова

Екатериноградская
- Церковь преподобного Евфимия Нового Солунского

Звёздный
- Церковь святого мученика Иоанна Воина

Котляревская
- Церковь Покрова Пресвятой Богородицы.

Кременчуг-Константиновское
- Церковь Рождества Пресвятой Богородицы

Майский
- Церковь Святого Архистратига Михаила

Нарткала
- Церковь святителя Николая Чудотворца.

Новоивановское
- Церковь апостола и евангелиста Иоанна Богослова.

Новополтавское
- Церковь равноапостольного великого князя Владимира.

Приближная
- Церковь великомученика Дмитрия Солунского

Прохладный
- Церковь святителя Николая Чудотворца.
- Церковь Покрова Пресвятой Богородицы.
- Церковь иконы Пресвятой Богородицы «Всех Скорбящих Радость»

Солдатская
- Церковь Архангела Божия Михаила.

Тырныауз
- Церковь Великомученика и Победоносца Георгия.

### Северное Карачаево-Черкесское благочиние
Храмы:
Черкесск
- Церковь Покрова Пресвятой Богородицы
- Собор святителя Николая Чудотворца
- Церковь преподобного Сергия Радонежского

Кавказский
- Церковь Великомученика и Победоносца Георгия

Красногорская
- Церковь святителя Николая Чудотворца

Октябрьский
- Церковь Пророка Предтечи и Крестителя Господня Иоанна

Спарта
- Церковь Святой Троицы

Ударный
- Церковь Казанской иконы Пресвятой Богородицы

Усть-Джегута
- Церковь Архангела Божия Михаила

Эркен-Шахар
- Церковь преподобного Серафима Саровского

### Южное Карачаево-Черкесское благочиние
Храмы:
Зеленчукская
- Церковь святых апостолов Петра и Павла
- Церковь великомученика Феодора Тирона

Исправная
- Церковь Архангела Божия Михаила

Карачаевск
- Церковь великомученика и целителя Пантелеимона

Кардоникская
- Церковь Покрова Пресвятой Богородицы

Село имени Коста Хетагурова
- Церковь Великомученика и Победоносца Георгия

Курджиново
- Церковь святителя Тихона Патриарха Московского

Лесо-Кяфарь
- Церковь Владимирской иконы Пресвятой Богородицы

Маруха
- Церковь Казанской иконы Пресвятой Богородицы

Нижний Архыз
- Церковь пророка Божия Илии

Орджоникидзевский
- Церковь великомученицы Варвары

Преградная
- Церковь равноапостольных Кирилла и Мефодия

Сторожевая
- Церковь святителя Николая Чудотворца

## Монастыри
Мужские
- Успенский Второафонский Бештаугорский монастырь в Пятигорске
- Александро-Невский Зеленчукский монастырь в селе Нижний Архыз Зеленчукского района КЧР

Женские
- Свято-Троицкий Серафимовский монастырь в селе Совхозном Зольского района КБР
- Свято-Георгиевский монастырь близ города Ессентуки
- Свято-Преображенский Сентинский монастырь в селе Нижняя Теберда Карачаевского района КЧР